# Ozineus strigosus
Ozineus strigosus är en skalbaggsart som beskrevs av Bates 1863. Ozineus strigosus ingår i släktet Ozineus och familjen långhorningar.
Artens utbredningsområde är Panama. Inga underarter finns listade i Catalogue of Life.